# Liste der Monuments historiques in Saint-Germain-en-Coglès
Die Liste der Monuments historiques in Saint-Germain-en-Coglès führt die Monuments historiques in der französischen Gemeinde Saint-Germain-en-Coglès auf.

## Liste der Bauwerke
| Bezeichnung                       | Beschreibung | Standort | Kennzeichnung | Schutzstatus | Datum | Bild           |
| --------------------------------- | ------------ | -------- | ------------- | ------------ | ----- | -------------- |
| Kapelle in Marigny                |              | (Lage)   | PA00090779    | Inscrit      | 1937  | weitere Bilder |
| Allée couverte von Rocher Jacquot |              | (Lage)   | PA00090780    | Classé       | 1921  | weitere Bilder |
| Grange de la Gélinais             | Scheune      | (Lage)   | PA00090781    | Inscrit      | 1988  |                |

## Liste der Objekte
- Monuments historiques (Objekte) in Saint-Germain-en-Coglès in der Base Palissy des französischen Kultusministeriums